# La Brigue
La Brigue (Brigaskisch: Ra Briga; Occitaans: La Briga; Italiaans: Briga Marittima of Briga; Piëmontees; Briga Marìtima) is een gemeente in het Franse departement Alpes-Maritimes (regio Provence-Alpes-Côte d'Azur) en telt 595 inwoners (1999). De plaats maakt deel uit van het arrondissement Nice.
De plaats ontwikkelde zich op de noordelijke helling van de heuvel waarop een feodaal kasteel was gebouwd. Daarna ontwikkelde de plaats zich over de westelijke helling. De oostelijke helling, die wel binnen de stadsmuren viel, bleef grotendeels onbebouwd en werd beplant met olijfbomen op terrassen. De stad was economisch belangrijk, onder meer door de wolhandel, en in de via del ghetto huisden bankiers.
La Brigue maakt pas sinds september 1947 deel uit van Frankrijk. Na de Tweede Wereldoorlog werd met de voormalige bondgenoten van Duitsland de Vrede van Parijs gesloten. In La Brigue (destijds een Italiaanse plaats met de naam Briga Marittima) werd op 12 oktober 1947 een volksraadpleging gehouden, waarna de plaats deel werd van Frankrijk.
De meeste huizen in het stadscentrum gaan terug tot voor de 18e eeuw en vele hebben nog oudere fundamenten. De collegiale kerk van Saint-Martin heeft fresco's uit de school van Brea. De 15e-eeuwse kapel Notre-Dame des Fontaines is bedekt met laatgotische fresco's toegeschreven aan Jean Canavesio en is gebouwd boven zeven ondergrondse bronnen. De kapel de enkele kilometers buiten het centrum ligt, is sinds 1951 een historisch monument.

## Geografie
De oppervlakte van La Brigue bedraagt 88,3 km², de bevolkingsdichtheid is 6,7 inwoners per km².
De onderstaande kaart toont de ligging van La Brigue met de belangrijkste infrastructuur en aangrenzende gemeenten.

## Demografie
Onderstaande figuur toont het verloop van het inwonertal (bron: INSEE-tellingen).

Vanwege een beveiligingsprobleem met de MediaWiki Graph-software is het momenteel niet mogelijk deze grafiek weer te geven. Zodra de software is bijgewerkt zal de grafiek vanzelf weer zichtbaar worden.